# Salon Kitty (1976)
Salon Kitty is een Italiaanse/Franse/West-Duitse sexploitation- en nazisploitationfilm uit 1976, geregisseerd door Tinto Brass. Hij is gebaseerd op het gelijknamige boek door Peter Norden (1970).

## Verhaallijn
In nazi-Duitsland worden jonge vrouwen gerekruteerd om in een Berlijns bordeel, genaamd Salon Kitty, aan het werk te gaan. Het bordeel wordt veelvuldig bezocht door hoge nazi-officieren. In alle kamers is in het geheim opname-apparatuur geïnstalleerd door de hoge officier Helmut Wallenberg die het opgenomen materiaal wil gebruiken om Adolf Hitler te chanteren, zodat hijzelf de macht kan grijpen. 
Nadat de officier Hans Reiter (die op het punt stond om over te lopen) wordt geëxecuteerd, besluit de jonge BDM-spionne Margherita, die verliefd was geworden op Reiter, wraak te nemen op Wallenberg. Ze beraamt samen met bordeelhoudster Kitty een plan om Wallenberg ten val te brengen.

## Rolverdeling
| Acteur               | Personage                          | Opmerkingen                      |
| -------------------- | ---------------------------------- | -------------------------------- |
| Helmut Berger        | SS-Brigadeführer Helmut Wallenberg | Gebaseerd op Walter Schellenberg |
| Ingrid Thulin        | Kitty Kellermann                   | Gebaseerd op Kitty Schmidt       |
| Teresa Ann Savoy     | Margherita                         |                                  |
| John Steiner         | Biondo                             |                                  |
| Bekim Fehmiu         | Hauptmann Hans Reiter              |                                  |
| Sara Sperati         | Helga                              |                                  |
| Maria Michi          | Hilde                              |                                  |
| Rosemarie Lindt      | Susan                              |                                  |
| Paola Senatore       | Marika                             |                                  |
| John Ireland         | Cliff                              |                                  |
| Tina Aumont          | Herta Wallenberg                   | Vrouw van Helmut                 |
| Alexandra Bogojevic  | Gloria                             |                                  |
| Malisa Longo         | Nieuwe Kitty-prostituee            |                                  |
| Dan van Husen        | Sergeant Rauss                     |                                  |
| Stefano Satta Flores | Dino                               |                                  |
| Luciano Rossi        | Dr. Schwab                         |                                  |
| Ullrich Haupt        | ?                                  |                                  |
| Salvatore Baccaro    | Neanderthaler-gevangene            | Onvermeld                        |